# Кракрофт (остров)

Остров Кракрофт (на английски: Cracroft Island) е 32-рият по големина остров край западните брегове на Канада в Тихия океан. Площта му е 150 km2, която му отрежда 130-о място сред островите на Канада. Административно принадлежи към канадската провинция Британска Колумбия. Необитаем
Островът заема стратегическо положение между западното крайбрежие на Британска Колумбия на изток, от което го отделят протоците Чатъм (минимална ширина 300 м) и Хавана (минимална ширина 800 м) и североизточното крайбрежие на остров Ванкувър, от което го отделя протока Джонстън (минимална ширина 3,5 км). На 400 м на север, зад протока Баронет е остров Харбледаун, а пò на изток протока Клио (минимална ширина 1 км) го отделя от остров Търнър.
Крайбрежието на острова с дължина 113 км е слабо разчленено. Има само два характерни залива, на североизток Кракрофт и на югозапад – безименен залив, който почти разделя острова. От запад на изток дължината му е 30 км, а максималната му ширина от север на юг е 8,8 км.
По-голямата част на острова е равнинна, а на изток хълмиста с максимална височина 530 м (връх Кракрофт) в най-източната част. В западната част е разположено сравнително голямо езеро.
Климатът е умерен, морски, влажен. Голяма част от острова е покрита с гъсти иглолистни гори, които предоставят идеални условия за разнообразен животински свят. На източния бряг на залива Кракрофт има изградено ваканционно селище, което е изходна база за няколко туристически маршрута по острова.
Островът е открит през 1792 г. от британската правителствена експедиция, възглавявана от Джордж Ванкувър.